# Andria
Andria város (közigazgatásilag comune) Olaszország Puglia régiójában, Barletta-Andria-Trani megyében.

## Fekvése
Az Adriai-tenger partján fekszik, területére benyúlik az Alta Murgia Nemzeti Park.

## Története
Andria eredetét illetően nem léteznek konkrét adatok. Első említése 915-ből származik, amikor Trani városához tartozott. 1046-ban kapta meg a városi rangot, amikor a normannok várfalakkal megerősítették. A 14. században, az Anjouk uralkodása idején az Andriai Hercegség központja lett. 1350-ben német, longobárd és magyar csapatok ostromolták, majd később, 1370-ben I. Johanna nápolyi királynő hadai. 1431-ben a város ura Francesco del Balzo lett, akinek nevéhez Szent Richárd ereklyéinek megtalálása és városba hozatala fűződik. Ő volt a város piacának alapítója is. 1487-ben a város a Nápolyi Királyságban uralkodó spanyol alkirályok birtokába került. 1552-ben az uralkodó 100 000 aranydukát ellenében eladta a Caraffa nemesi családnak, akik 1799-ig birtokolták. Ekkor egy hosszas ostrom után a franciák foglalták el. 1861-ben Andria a risorgimento egyik fontos központja volt.

## Népessége
A lakosság számának alakulása:

## Főbb látnivalók
Andria volt II. Frigyes német-római császár kedvenc tartózkodási helye. A város határában, a császár parancsára épült meg a Castel del Monte, amely ma az UNESCO világörökségének része.
Egyéb látnivalók:
- 12. századi katedrális, amely Szent Richárd ereklyéit őrzi
- 16. századi hercegi palota (Palazzo Ducale)
- 14. századi San Domenico-templom, amelynek nevezetessége a Madonna Gyermekkel szobor
- 13. századi Sant’Agostino-templom, amely a német lovagrend támogatásával épült Szent Lénárd tiszteletére. A templom gótikus stílusban épült.
- 12. századi San Francesco-templom
- 16. századi Santa Maria dei Miracoli-templom Andriától 2 km-re található. Itt egy híres 9-10. századból származó bizánci csodatevő szentképet őriznek.
- 13. századi Santa Maria di Porta Santa-templom

## Testvérvárosok
- Monte Sant’Angelo, Olaszország (2013)
- Alberobello, Olaszország (2013)